# 7066 Несс
 7066 Нессас  (англ. 7066 Nessus)  — одне з небесних тіл, відомих як Кентаври.

## Відкриття
Відкритий 26 квітня 1993 року Девідом Л. Рабиновичем (David L. Rabinowitz) у рамках програми Spacewatch («Спостереження за космічним простором»). Спершу дістав тимчасовий номер 1993 HA2.
Отримав офіційну назву Нессас — за ім'ям персонажа давньогрецької міфології — Несс (грец. Νέσσος) — кентавр, який перевозив через річку Геракла та його дружину Деяніру і своєю підступною порадою згубив героя.

## Орбіта
Орбіта Нессаса нестабільна. Це так званий «UE-об'єкт»: що означає, що планета Уран («U», англ. Uranus) стримує перицентр Нессаса, а Пояс Еджворт-Койпера («E», англ. the Edgeworth-Kuiper belt) — апоцентр Нессаса. Період напіврозпаду 4,9 мільйонів років.
Кеплерівські елементи орбіти:
- ексцентриситет e — 0,520o
- нахил орбіти і — 15,647o
- довгота висхідного вузла (☊ або Ω) — 31,216o
- аргумент перицентра ω. — 170,814o
- середня аномалія М — 43,716o